# Clive Feigenbaum
Pour les articles homonymes, voir Feigenbaum.
Clive Harold Feigenbaum (1939-2007) était un homme d'affaires britannique coloré et controversé qui a été impliqué dans une série de scandales dans le monde de la philatélie. La vente de timbres «or» de Staffa et son rôle dans l'effondrement des tentatives d'inscription de Stanley Gibbons sur le marché des valeurs mobilières non cotées en 1984 ont été particulièrement remarquables.

## Biographie

### Enfance
Feigenbaum est né en 1939. Il a commencé à vendre des timbres dès son enfance et créé sa propre boutique à Paddington à l'âge de 18 ans. À partir de 1962, âgé de 22 ans et en collaboration avec Gérald Rosen, il décide de contrôler l'émission de timbres-poste pour des îles peu habitées en essayant de convaincre des dirigeants de ces îles. Les deux associés prennent en charge la conseption et l'impression des timbres, en fournissent gratuitement aux dirigeants ou propriétaires des îles pour leurs propres bureaux de postes tout en s'octroyant le droit, pour eux, d'en commercialiser une partie dont ils retirent tous les bénéfices. Ils commencent à commercialiser des timbres pour l'îlot de Calf of Man puis continuent avec des émissions pour les îles de Pabay, Sanda et Stroma. Suivent alors des productions de timbres pour les îles Davaar en 1964, Soay en 1965 et Staffa en 1969.

### Timbres postaux de pays inexistants
Fort de cette expérience avec les petites îles, Feigenbaum conclut en 1967, un accord avec l'imam d'Oman en exil et opposant au sultan pour produire des timbres postaux pour les territoires aux mains des forces rebelles de l'Imam. Suivront des émissions pour le Nagaland et Dhurfar.

### Exclu de la Philatelic Traders Society
En 1970, Feigenbaum est exclu de l'organisme commercial des marchands de timbres, The Philatelic Traders Society, pour avoir vendu des "étiquettes ressemblant à des timbres" sans indiquer qu'il ne s'agissait pas de véritables timbres-poste, bien que Feigenbaum ait affirmé qu'il avait démissionné de l'organisme. Le différend portait sur le statut des timbres que Feigenbaum produisait et commercialisait, qu'il qualifiait de locaux britanniques, similaires à ceux produits pour l'île de Lundy, mais que le PTS considérait comme un peu plus que des étiquettes de souvenirs touristiques. En 1984, Feigenbaum demande sa réadmission mais la retire avant qu'elle ne puisse être examinée à la suite de commentaires défavorables de la presse sur ses affaires. Le Times a rapporté que "Six principaux marchands de timbres ont déclaré qu'ils démissionneraient s'il était réadmis."
En 1971, il profite de la grève de trois mois de la poste britannique pour écouler en un mois et demi plus de 450 timbres différents sous les noms de Public Mail, Europa Mail Delivery, Emergency Strike Post International Delivery Service et bien d'autres qui seront même postés dans différents pays européens pour montrer qu'un service postal les utilisant existait.

### Charges criminelles
En 1971, Feigenbaum est accusé de 14 chefs d'accusation de réception et de manipulation malhonnête de timbres et d'épreuves volées au British Museum. James A. Mackay, conservateur au musée, et George Base ont également été inculpés dans le cadre de la même affaire et c'est de Mackay que Feigenbaum avait reçu les objets volés. Mackay avait échangé les épreuves contre des timbres sur le thème de Winston Churchill. Feigenbaum, qui avait nié les accusations, a été blanchi sur instruction du juge. L'affaire a déclenché un examen de la sécurité au Musée et le policier qui a enquêté sur les vols, Bob Schoolley-West, a ensuite rejoint le personnel du Musée.

### Nagaland, Eynhallow et Dhufar

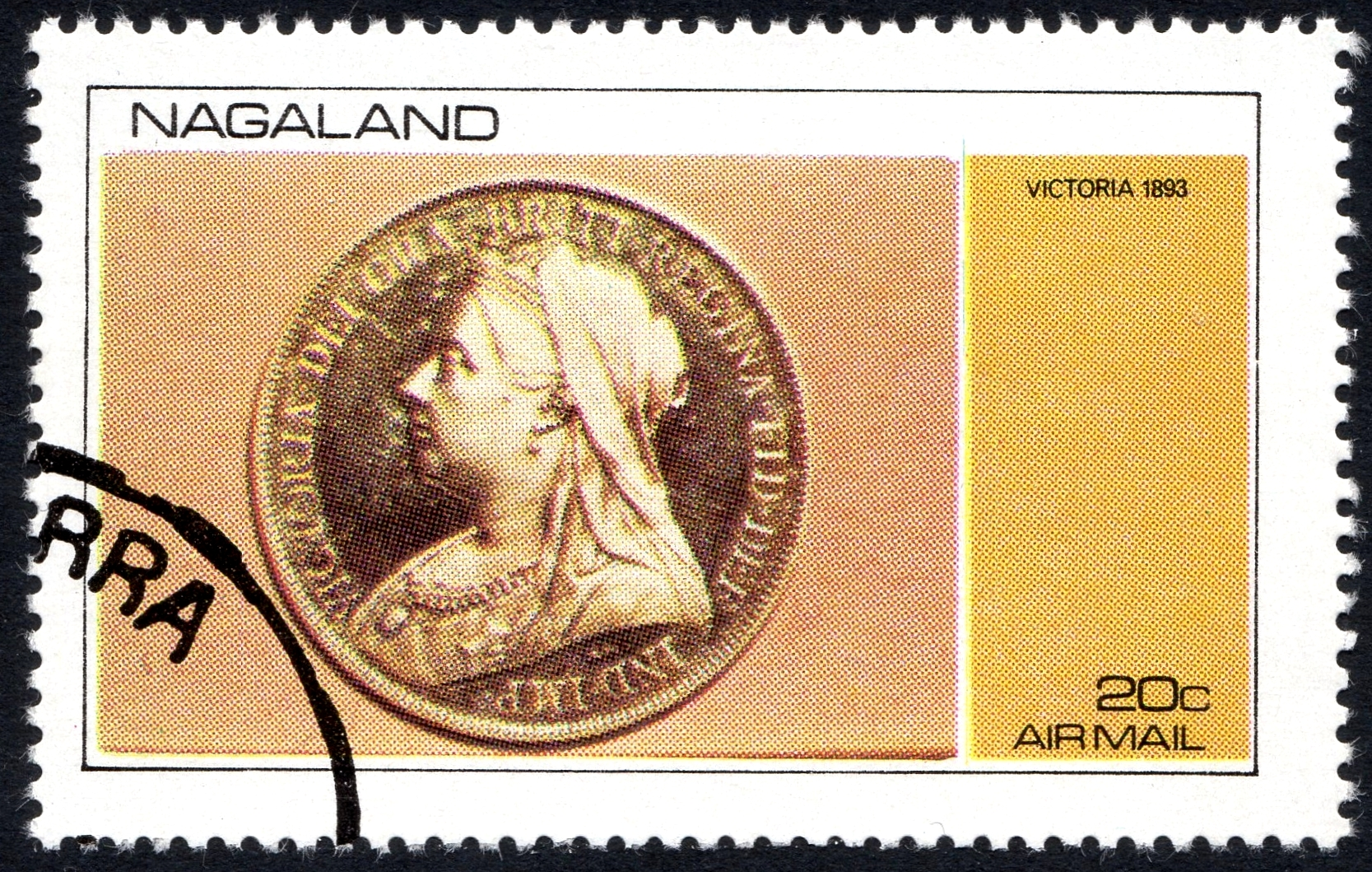
Un timbre supposé du Nagaland, avec une oblitération pré-imprimée et supposé créé par Feigenbaum.

Un timbre, soi-disant du Nagaland, avec un cachet de la poste pré-imprimé, qui aurait été créé par Clive Feigenbaum ou des sociétés qui lui sont associées.
Malgré les affaires judiciaires, Feigenbaum continue de produire des timbres pour de petites îles et ajoute à son palmarès celles de Eynhallow (1973), Bernera (1977) et Gairsay en 1979. Feigenbaum serait à l'origine de l'émission de timbres supposés de l'État indien du Nagaland depuis 1969, et jusqu'en 80. Des timbres en or, similaires à ceux de Staffa, ont également été produits pour le Nagaland. En 1985, les commissaires-priseurs de Phillips ont vendu des lots en vrac de Nagaland, Eynhallow et Dhufar lors de leur vente du 26 septembre, ce qui a amené Gibbons Stamp Monthly à commenter: "... pas le genre de matériel que l'on associe normalement aux ventes de Phillips. La plupart ont été offerts en quantités considérables (plusieurs milliers), les estimations étaient très faibles". Les timbres de Staffa, Nagaland, Eynhallow et Dhufar sont encore couramment trouvés ensemble dans les collections aujourd'hui, indiquant leur origine commune probable.

### Île de Staffa

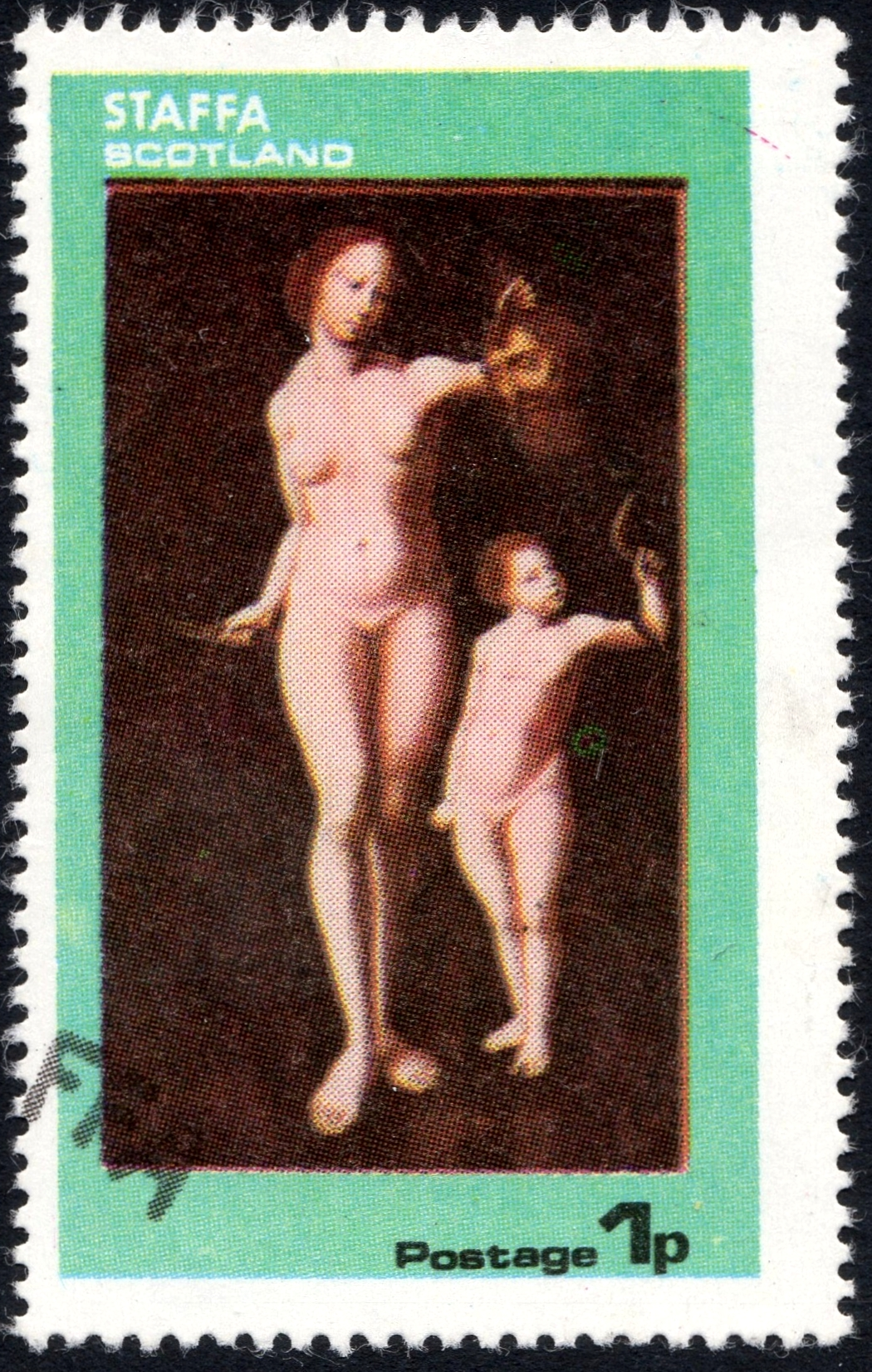
Un timbre, prétendument de Staffa, avec un faux cachet de la poste, qui aurait été produit par Feigenbaum ou des sociétés qui lui sont associées. La mauvaise qualité du timbre est évidente après un examen attentif.

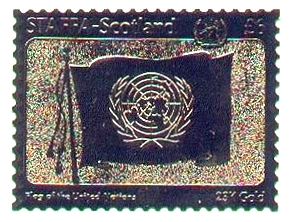
Un timbre or de Staffa

En 1979, Feigenbaum a été impliqué dans un différend avec le service des douanes américain sur la question de savoir si un droit de 20% s'appliquait aux timbres «or» de Staffa importés aux États-Unis. Les timbres devaient commémorer le bicentenaire des États-Unis et étaient en séries de 13 au prix de 20 $ chacun, le prix de détail total des timbres étant de 5,2 millions de dollars. Feigenbaum a fait valoir que, comme Staffa disposait d'un service postal légitime, les timbres n'étaient pas assujettis au droit. Cependant, le service postal de Staffa, une île écossaise isolée et inhabitée, ne se résumait en fait qu'à une boîte aux lettres sur une jetée où les lettres pouvaient être renvoyées vers le continent, si le temps le permettait. Comme personne ne vivait à Staffa et que les visiteurs venaient invariablement du continent, il était douteux que le service postal soit autre chose qu'une curiosité touristique. Feigenbaum avait le droit de produire des timbres marqués Staffa en échange d'une redevance versée au propriétaire de l'île, qui exploitait le service postal.

### Implication avec Stanley Gibbons
En 1984, Feigenbaum a tenté d'inscrire Stanley Gibbons, dont il était président, sur le marché des valeurs mobilières non cotées (Unlisted Securities Market) à Londres, mais la tentative a échoué après des révélations dans les journaux sur ses problèmes commerciaux antérieurs. Le Times a qualifié la tentative de "désastreuse" et a rapporté la démission de Feigenbaum en tant que président de Stanley Gibbons peu de temps après. La Bourse de Londres avait refusé d'autoriser le début des transactions et le directeur général David Stokes aurait déclaré dans le Times que "... le commentaire de la presse a manifestement ruiné la réputation de M. Feigenbaum aux yeux de la Bourse." Feigenbaum a vendu sa participation d'environ 13,4 % dans la société à des sociétés contrôlées par Paul Fraser en 1989.

### Îles Bernera
En 1985, Feigenbaum revient aux timbres "or" avec une série sur la vie et l'époque de sa majesté La reine mère soi-disant des îles écossaises de Bernera (Great et Little Bernera). Les timbres avaient une valeur nominale de 10 £ chacun et étaient commercialisés sous le nom de "timbres en relief en or 22 carats". Les timbres devaient apparemment payer le coût du transport d'une lettre par bateau vers le continent britannique où elle est entrée dans le système postal normal une fois qu'un timbre Royal Mail a été appliqué. A titre de comparaison, le coût d'une lettre de première classe en 1985 était de 17p et une lettre de deuxième classe 12p.

### Tanzanie
En 1985, Feigenbaum est l'organisateur des timbres de Tanzanie pour marquer le 85e anniversaire de Sa Majesté La reine mère. Les timbres ont dû être réimprimés lorsqu'il est apparu que les dessins originaux étaient marqués "85e année de S.A.R. la reine mère" plutôt que "85e anniversaire de Sa Majesté la reine Elizabeth la reine mère". Les timbres, imprimés par Holders Press, ont finalement été émis sous une forme corrigée le 30 septembre 1985 alors que l'impression originale n'a pas été émise en Tanzanie. Les agents de la Couronne britannique ont recommandé que les timbres originaux soient détruits, cependant, ils continuent d'être disponibles sur eBay et par l'intermédiaire de marchands de timbres. Holders Press a ensuite produit un certain nombre d'autres émissions de timbres pour la Tanzanie.

### Régimes d'abris fiscaux
Au milieu des années 1980, Feigenbaum et les sociétés qu'il contrôle avec ses associés ont été nommés dans des litiges liés à des stratagèmes d'abris fiscaux aux États-Unis. Les sociétés contrôlées incluent des sociétés enregistrées au Libéria pour des raisons fiscales,. Selon le Sunday Times , Feigenbaum et d'autres avaient créé un système compliqué impliquant ce qu'ils appelaient des «maîtres de timbres» (plaques d'impression) utilisés pour produire des timbres des îles écossaises, qui étaient transférés entre une succession d'entreprises afin d'obtenir un avantage fiscal. Le juge chargé de l'affaire, Whitman Knapp, a décrit les arrangements comme des "abris fiscaux abusifs" et un "complot en vue de perpétrer une fraude fiscale". La décision du juge Knapp a été confirmée en appel et les juges d'appel ont déclaré que "... le sens de sa décision ressort haut et fort - l'abri fiscal vendu par les appelants était une imposture et les appelants le savaient." Il a été interdit aux appelants de continuer d'offrir à la vente l'abri fiscal philatélique.

### Tuvalu
À la fin des années 1980, Feigenbaum, en tant que président de la Philatelic Distribution Corporation, est impliqué dans une nouvelle affaire judiciaire compliquée alléguant une fraude concernant un contrat avec le gouvernement de Tuvalu, anciennement les îles Ellice, concernant la production délibérée de timbres avec des erreurs, à vendre aux collectionneurs à des prix gonflés. Avant cette affaire, le Bureau philatélique de Tuvalu avait déjà commercialisé des centaines de timbres différents et selon le The New York Times, « PDC a produit 14 000 erreurs délibérées : des timbres avec des centres inversés, des éléments manquants ou des variétés de perforations, qu'il a vendus à des prix gonflés »,,.
En mai 1989, la Haute Cour britannique a ordonné à Feigenbuam de remettre tous les stocks de timbres de Tuvalu après que les autorités de l'île aient affirmé qu'il imprimait des timbres sans autorisation. La police britannique avait déjà saisi 7 millions de timbres dont 1,5 million étaient considérés comme contenant des erreurs. Feigenbaum a été accusé de ne pas s'être conformé à l'ordonnance du tribunal en juin 1989 et le procureur général de Tuvalu, David Ballantyne, a demandé que Feigenbaum soit emprisonné pour outrage au tribunal. Il a été condamné à une amende de 3 000 £ et à une peine de prison, mais a immédiatement été libéré sous caution en attendant un appel,. L'appel a été entendu en octobre 1989 lorsque l'amende de 3 000 £ a été confirmée, mais la peine de prison et les frais d'environ 100 000 £ ont été annulés. L'affaire a fait l'objet de reportages juridiques dans le Times. L'affaire a finalement atteint son paroxysme lors d'un procès pour fraude en 1992 lorsque, après deux mois de preuves et des semaines d'arguments juridiques, Feigenbaum a été blanchi sur instruction du juge car il n'y avait pas suffisamment de preuves pour condamner. Feigenbaum a fait valoir qu'il avait l'autorisation contractuelle de produire les variétés.

### Format International

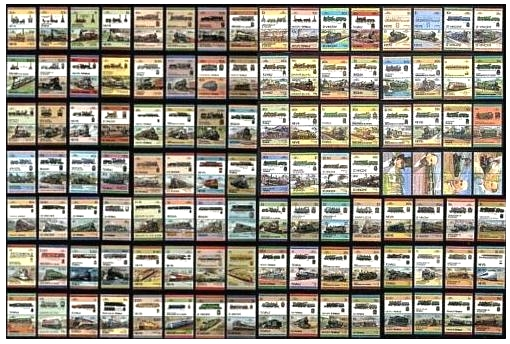
Une sélection de timbres de la section locomotives de la série Leaders of the World. Cette partie comprenait à elle seule plus de 800 timbres différents.

La société Format International Security Printers Ltd. (FI), a été constituée le 4 août 1967. Elle a produit de nombreux numéros de timbres gérés par la Philatelic Distribution Corporation et ses prédécesseurs Philatelists Limited et Philatelists 1980 Limited. Format a également géré de nombreux problèmes de timbres pour les agents britanniques de la Couronne, qui étaient également l'un de leurs principaux clients. Les agents britanniques de la Couronne avaient en fait un bureau et une salle de stockage contenant du papier filigrané spécial pour les agents de la Couronne utilisé pour la production de leurs émissions de timbres. Feigenbaum en a été le président à partir de 1988 jusqu'à ce que la société entame une procédure de liquidation le 31 juillet 1989. La liquidation a duré près de onze ans et elle a été dissoute le 22 février 2001. FI a imprimé des timbres pour plus d'une centaine de pays, dont de nombreux pays du Commonwealth parmi lesquels la série controversée "Leaders of the World" et a effectivement produit des timbres contenant des erreurs délibérées - l'objet de l'affaire judiciaire de Tuvalu mentionnée ci-dessus. Toutes les références commerciales tirées de Companies House (situé au Royaume-Uni) ont microfilmé des documents qui sont tous des documents publics.

### Timbres Star Wars et Teletubbies
En 2001, la société Stampdile Limited est condamnée à une amende de 5 000 £ au Harrow Magistrates Court pour avoir fourni des timbres Star Wars et Teletubbies qui enfreignaient les lois sur les marques. Feigenbaum est personnellement condamné à une amende de 1 500 £ pour cette affaire.

### Easdale
Feigenbaum est devenu le principal propriétaire terrien de l'île d'Easdale, à l'ouest de l'Écosse, pour laquelle une de ses entreprises a produit des "timbres" de validité douteuse. Le site Web de l'île, aujourd'hui disparu, a commenté en 2002 que les timbres n'étaient "... certainement pas utilisés pour l'affranchissement sur cette île, ou au Royaume-Uni." En 1988, il sort une première série de timbres sur l'île. Il achète les droits pour l'île pour 300 000 £ ou au début des années 1990 en vue de produire des timbres portant le nom d'Easdale. Cependant, ses efforts n'ont pas toujours été appréciés et Frances Shand Kydd, mère de Diana, princesse de Galles, a menacé de poursuivre Feigenbaum en justice en 1998 après avoir produit un timbre de Diana rencontrant Mère Teresa. Un local cité dans le Sunday Times affirme : « C'est parfois très embarrassant, il vend ces timbres aux Japonais. Nous avons même eu l'ambassadeur du Japon qui a téléphoné pour se plaindre que l'empereur du Japon figurait sur l'un d'eux. [Bill] Clinton et [Monica ] Lewinsky étaient sur un autre,. »
Après la mort de Feigenbaum en 2007, la propriété des terres communes de l'île est passée à son fils, Jonathan qui continue la production des timbres de l'île,.

### Autres intérêts
Feigenbaum était un joueur passionné de rugby à XV et de cricket. Il était un ancien président du Belmont & Edgware Cricket Club, un club de cricket juif du Hertfordshire.